# Gymnastiek op de Olympische Zomerspelen 2020 – Ritmische gymnastiek team vrouwen
Het team ritmische gymnastiek voor de vrouwen op de Olympische Zomerspelen 2020 in Tokio vond plaats op 7 augustus (kwalificatie) en op 8 augustus (finale). De Bulgaren wonnen het onderdeel voor de Russische Ploeg die het zilver pakten en de Italianen die het brons wonnen.

## Format
Alle deelnemende teams moesten twee kwalificatie-oefeningen turnen. De scores van beide oefeningen werden bij elkaar opgeteld en de beste acht teams gingen door naar de finale. De scores van de kwalificatie werden bij de finale gewist, en alleen de scores die in de finale gehaald werden, telden. In de finale moesten de acht teams opnieuw twee oefening turnen. Eén oefening met 5 ballen en één oefening met 3 knotsen en 2 hoepels.

## Beste acht kwalificatieronde
| Rang | Team            | 5 Ballen    | 3 Hoepels 2 knotsen | Totaal |
| ---- | --------------- | ----------- | ------------------- | ------ |
| 1    | Bulgarije       | 47.500 (1)  | 44.300 (1)          | 91.800 |
| 2    | Russische ploeg | 45.750 (2)  | 43.300 (3)          | 89.050 |
| 3    | Italië          | 44.600 (3)  | 42.550 (4)          | 87.150 |
| 4    | Israël          | 44.000 (4)  | 40.650 (7)          | 84.650 |
| 5    | China           | 41.600 (6)  | 42.000 (5)          | 83.600 |
| 6    | Oekraïne        | 41.450 (7)  | 41.250 (6)          | 82.700 |
| 7    | Japan           | 40.400 (8)  | 39.325 (8)          | 79.725 |
| 8    | Wit-Rusland     | 36.000 (12) | 43.650 (2)          | 79.650 |

## Uitslag
| Rang   | Team | 5 Ballen   | 3 Hoepels 2 knotsen | Totaal |
| ------ | --- | ---------- | ------------------- | ------ |
| Goud   | Bulgarije Simona Dyankova Stefani Kiryakova Madlen Radukanova Laura Traets Erika Zafirova                     | 47.550 (1) | 44.550 (1)          | 92.100 |
| Zilver | Russische ploeg Anastasia Bliznjoek Anastasia Maksimova Angelina Shkatova Anastasia Tatareva Alisa Tishchenko | 46.200 (2) | 44.500 (2)          | 90.700 |
| Brons  | Italië Martina Centofanti Agnese Duranti Alessia Maurelli Daniela Mogurean Martina Santandrea                 | 44.850 (4) | 42.850 (3)          | 87.700 |
| 4      | China Guo Qiqi Hao Ting Huang Zhangjiayang Liu Xin Xu Yanshu                                                  | 42.150 (7) | 42.400 (4)          | 84.550 |
| 5      | Wit-Rusland Hanna Haidukevich Anastasiya Malakanava Anastasiya Rybakova Arina Tsitsilina Karyna Yarmolenka    | 45.750 (3) | 38.300 (6)          | 84.050 |
| 6      | Israël Ofir Dayan Yana Kramarenko Natalie Raits Yuliana Telegina Karin Vexman                                 | 44.100 (5) | 39.750 (5)          | 83.850 |
| 7      | Oekraïne Mariola Bodnarchuk Daryna Duda Yeva Meleshchuk Anastasiya Voznyak Mariia Vysochanska                 | 40.350 (8) | 37.250 (7)          | 77.600 |
| 8      | Japan Rie Matsubara Sakura Noshitani Sayuri Sugimoto Ayuka Suzuki Nanami Takenaka                             | 42.750 (6) | 29.750 (8)          | 72.500 |

1996: Baldó, Cabanillas, Giménez, Guréndez, Lamarca, Martínez ·
2000: Belova, Lavrova, Netejesova, Sjimanskaja, Tsjalamova, Zilber ·
2004: Beloegina, Glatskich, Koerbakova, Lavrova, Moerzina, Posevina ·
2008: Alijtsjoek, Gavrilenko, Gorboenova, Posevina, Sjkoerichina, Zoejeva ·
2012: Bliznjoek, Donskova, Doedkina, Makarenko, Nazarenko, Svastjanova ·
2016: Birjoekova, Bliznjoek, Maksimova, Tatareva, Tolkatsjova ·
2020: Dyankova, Kiryakova, Radukanova, Traets, Zafirova ·
2024: Guo, Hao, Huang, Wang, Ding